# Oblężenie Krui (1466–1467)
Oblężenie twierdzy Kruja – drugie oblężenie Krui, które miało miejsce w latach 1466–1467.
W roku 1466 sułtan turecki Mehmed II wtargnął do Albanii na czele 150-tysięcznej armii. Jednym z celów stała się położona na wysokiej górze twierdza Kruja broniona przez 4000 żołnierzy. Po nieudanej próbie zdobycia twierdzy Mehmed ruszył na południe, pozostawiając pod twierdzą 80 000 ludzi pod dowództwem Bałabana Bendera Paszy. W tym czasie władca Albanii ks. Kastriota (Skanderbeg) organizował pomoc w państwach chrześcijańskich, które przysłały mu 13 000 żołnierzy. Łącznie siły księcia wyniosły 24 000 ludzi. W roku 1467 Skanderbegowi udało się pobić nadciągające z pomocą Bałabanowi posiłki tureckie pod wodzą jego brata Junisa, który dostał się do niewoli. Na wieść o tym rozwścieczony Bałaban udał się pod mury twierdzy rzucając obelgami w kierunku obrońców a po chwili został śmiertelnie postrzelony. Pozbawieni wodza Osmanowie wycofali się odpierając po drodze ataki wojsk Skanderbega.